# Johannes Fleischer (młodszy)
Johannes Fleischer (ur. 21 października 1582 r. we Wrocławiu, zm. w 1608 r. w Jamestown w Wirginii w Ameryce Północnej) – niemiecki lekarz i botanik. Był pierwszym lekarzem i jednocześnie pierwszym Niemcem w angielskiej kolonii na kontynencie amerykańskim.
Był najstarszym synem protestanckiego teologa, wykształconego w Wittenberdze Johannesa (czy też Johanna) Fleischera starszego, urodzonego w 1539 r., który pełnił wiele poważnych funkcji we Wrocławiu. Był kaznodzieją w kościele św. Elżbiety i profesorem Gimnazjum św. Elżbiety, od roku 1583 – proboszczem kościoła św. Marii Magdaleny, a od roku 1589 – inspektorem wszystkich wrocławskich kościołów i szkół.
Matka młodego Johannesa zmarła, gdy miał on pięć lat, ojciec – gdy miał lat 11. Osierocony Johannes, ukończywszy edukację w gimnazjum, studiował przez trzy lata na Uniwersytecie Brandenburskim we Frankfurcie nad Odrą. Następnie udał się do Bazylei, która była w tym czasie jednym z najprzedniejszych ośrodków nauk medycznych i przyrodniczych w Europie. Tu, podobnie jak jego nieco starszy ziomek, Caspar Schwenckfeld, rozpoczął studia medyczne na Uniwersytecie pod kierunkiem słynnego już wówczas naturalisty, Gasparda Bauhina.
Gdy w kwietniu 1606 r. Fleischer uzyskał tytuł doktora medycyny, kierownictwo Fakultetu Medycznego zaproponowało mu objęcie asystentury na uczelni. Jednak młody medyk odrzucił tę propozycję i zdecydował się wziąć udział w angielskiej wyprawie do Ameryki Północnej, organizowanej przez londyński oddział Kompanii Wirgińskiej. Zadaniem Fleischera miało być dbanie o stan zdrowia kolonistów oraz zbadanie flory nowej kolonii pod kątem przydatności tamtejszych gatunków jako roślin użytkowych i leczniczych.
Nie jest jasne, czy Fleischer przybył do Ameryki z pierwszą wyprawą pod dowództwem kapitana Christophera Newporta, płynącą na trzech statkach („Discovery”, „Goodspeed” i „Susan Constant”), która wylądowała na wyspie Jamestown 13 maja 1607 r., czy też z drugą, pod tym samym dowództwem, na dwóch statkach („John and Francis” i „Phoenix”), która dotarła do Jamestown 2 stycznia 1608 r. Pierwszą wersję sugeruje list po łacinie, który Fleischer napisał do jednego z inwestorów wspomnianej Kompanii Wirgińskiej. List pochodzi z 1607 roku, a miejscem jego wysłania było „Jacobpolis” – zapewne kryjące się pod łacińską nazwą Jamestown.
Fleischer był najprawdopodobniej jedynym ze 104 kolonistów, założycieli Jamestown, który nie pochodził z Anglii. Był też pierwszym lekarzem z cenzusem naukowym na kontynencie amerykańskim. Po przybyciu do Wirginii nie był jednak w stanie podjąć żadnych badań botanicznych ze względu na skrajnie trudne warunki, w jakich przyszło żyć i pracować pierwszym kolonistom oraz na trapiące ich choroby. Głównymi przyczynami zgonów były czerwonka, dur brzuszny i choroby wywołane spożywaniem słonej wody – to ostatnie spowodowane było falą suszy, jaka nawiedziła te tereny w latach 1606-1610. Niedogodności te nie ominęły i Fleischera: niemiecki botanik zmarł latem 1608 roku. Rodzina dowiedziała się o jego śmierci dopiero pięć lat później.
Fleischer od młodych lat badał florę rejonów, w których dane mu było aktualnie przebywać: początkowo w okolicach Wrocławia i w Sudetach, potem w rejonie Frankfurtu nad Odrą, a w końcu w Szwajcarii. W okolicach Wrocławia odkrył salwinię pływającą. W Sudetach – wełnianeczkę alpejską i sit skucinę. Z doliny Odry koło Frankfurtu opisał nieznane tu dotąd gatunki: sasankę wiosenną i przetacznik błotny. Podczas studiów w Bazylei podejmował wyprawy w Alpy, gdzie odkrył szczawiór alpejski i Artemisia mutellina.
Informacje o naukowych dokonaniach Fleischera w czasie przed jego wyjazdem do Ameryki zostały zamieszczone w wydanym w 1620 r. w Bazylei dziele G. Bauhina pt. „Prodromos theatri botanici”. Krótki życiorys młodego botanika zanotował rówieśnik Fleischera i prawdopodobnie jego kolega z czasów gimnazjalnych, później znany śląski historiograf Mikołaj Henel, w rękopiśmiennym dziele pt. „Silesia togata”.